# Ньирлугош
Ньирлугош (венг. Nyírlugos) — город в медье Сабольч-Сатмар-Берег в Венгрии.
Город занимает площадь 58,38 км², там проживает 2789 жителей (по данным 2010 года). По данным 2001 года, среди жителей города 93 % — венгры, 7 % — цыгане.
Город Ньирлугош находится примерно в 38 км к юго-востоку от центра города Ньиредьхаза и в 36 км к северо-востоку от города Дебрецен. В городе есть железнодорожная станция.

## Галерея

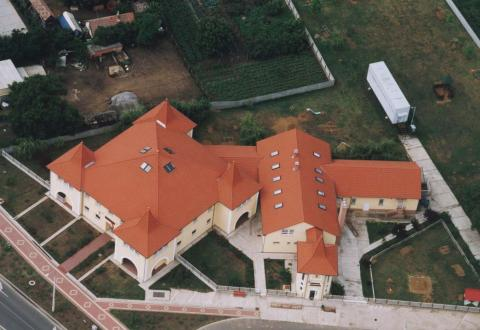
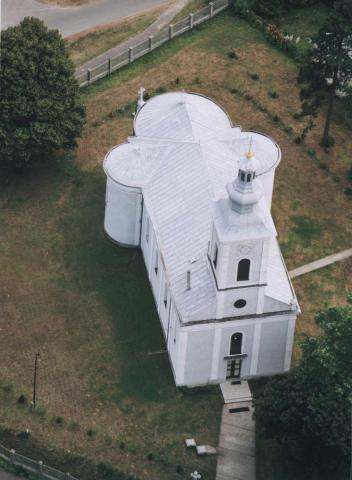

## Население
| Год  | Численность | Численность |
| ---- | ----------- | ----------- |
| 2013 | 2824        | [ 4 ]       |
| 2014 | 2774        | [ 5 ]       |
| 2015 | 2699        | [ 6 ]       |
| 2021 | 2502        | [ 7 ]       |
| 2022 | 2491        | [ 8 ]       |
| 2023 | 2401        | [ 9 ]       |
| 2024 | 2418        | [ 1 ]       |